# Pindare
Œuvres principales
- Olympiques
- Pythiques
- Néméennes
- Isthmiques

'Orphée'
Pindare, en grec ancien Πίνδαρος / Píndaros, né en 518 av. J.-C. à Cynoscéphales, un bourg près de Thèbes (Béotie), et mort en 438 av. J.-C. à Argos, est l'un des plus célèbres poètes lyriques grecs.
Forte personnalité profondément attachée à la religion traditionnelle et à l'antique aristocratie dorienne qui prédominait à Thèbes, Pindare n'aimait pas Athènes dont l'esprit démocratique l'inquiétait : préférant les villes gouvernées par une aristocratie sachant instaurer l'Eunomie (le « bon ordre », du grec ancien εὐνομία), il a consacré ses chants à célébrer ce vieil idéal. En digne héritier de la conception aristocratique et dorienne du concours athlétique, Pindare est le premier à faire de l'épinicie, hymne de triomphe, une sorte de poème dont la signification est à la fois religieuse et morale. Considéré dès l'Antiquité comme le maître incontesté et inimitable du lyrisme choral grec, synthèse de l'art poétique, musical et chorégraphique, il inaugure en outre dans ses Odes triomphales un art puissant aux rythmes savants où foisonnent des images somptueuses, art redécouvert par les Modernes seulement au XIXe siècle, et qui a inspiré les plus grands poètes. En évoquant « Pindare serein plein d'épiques rumeurs », Victor Hugo résumait les deux traits essentiels du poète grec, la majesté tranquille et presque religieuse qui a frappé ses admirateurs, et la vigueur s'épanchant dans les flots larges et sonores de ses images et de sa langue.

## Biographie
Les éléments que nous possédons sur la vie de Pindare sont minces, malgré les cinq biographies d’assez basse époque laissées par l'Antiquité.

### Les débuts du poète
Selon la tradition, il est membre d'une famille aristocratique. Son père se nomme Daïphante et sa mère, Cléodicé. Il naît en 518 à Cynocéphales, en Béotie, un bourg aux portes de Thèbes ; il se dit avec orgueil « enfant de l'illustre Thèbes, dont les sources le désaltéraient ». Dans le fragment 193 de ses œuvres, il évoque « la fête quinquennale / escortée de bœufs où pour la première fois / [il] fut couché, tendre enfant dans ses langes » : cette allusion aux jeux Pythiques nous montre qu'il naît au mois d'août ou de septembre. Il a un frère nommé Éritimos. S'il faut en croire l'indication qu'il donne lui-même dans la Ve Pythique, il appartiendrait à la race des Égides, pieux héros fréquentant oracles et sanctuaires, et qui furent à Théra prêtres d'Apollon Carnéen : le caractère manifestement religieux de cette famille s'accorde avec la piété de Pindare, qui fit élever des chapelles en l'honneur de Cybèle, d'Apollon Bodromios et d'Hermès Agoréos, et à qui on rendait des honneurs exceptionnels dans le sanctuaire d'Apollon à Delphes. Les Égides avaient en outre joué un rôle important dans l'invasion dorienne : à l'époque de la haute antiquité, cette famille de la noblesse thébaine avait accordé son appui aux Doriens pour qu'ils s'emparent d'Amyclées. La famille de Pindare, riche et estimée, possédait une maison à Thèbes, où le poète a habité souvent par la suite.
 La cité semble avoir possédé, à l'époque de Pindare, une école de poètes lyriques où la flûte était particulièrement en honneur. Il participe jeune aux concours de poésie, où selon Pausanias, il aurait été battu par Corinne. Selon une autre tradition rapportée par Plutarque, la poétesse lui aurait reproché d'avoir composé un poème où le mythe manquait. Après qu'il fut tombé dans l'excès inverse, celle-ci lui aurait alors conseillé de « semer à pleines mains, mais non à plein sac ». À Athènes, où il étudie le lyrisme choral, il a comme professeur Agathocle et peut-être Apollodore, deux poètes musiciens, auteurs de dithyrambes. Hérodote fait de lui l'élève de Lasos d'Hermione. Sa première ode, la Xe Pythique, est composée à l'âge de vingt ans. Elle célèbre la victoire du Thessalien Hippocléas au double stade, ainsi que la famille de l'athlète, les Aleuades. En 490, il compose sa VIe Pythique en l'honneur de Xénocrate, frère de Théron, futur tyran d'Agrigente.

### La maturité et la gloire
En 480 av. J.-C., les Perses envahissent la Grèce. Thèbes, gouvernée par une aristocratie, pactise avec l'ennemi auprès duquel elle se bat ; le général perse Mardonios occupe la cité et Thèbes lui fournit l'appui de sa cavalerie à la bataille de Platées en 479 ; après la victoire de l'armée grecque, Thèbes est assiégée et les chefs du parti mède mis à mort. Pindare approuva-t-il cette politique d'alliance avec les Perses, comme l'affirme l'historien Polybe de Mégalopolis et à sa suite Tycho Mommsen ? Il a sans doute craint une guerre civile si une révolte violence éclatait contre le pouvoir des oligarques thébains. Il est certain en tout cas qu'il a dû souffrir par la suite de la trahison des Thébains et qu'il l'a regrettée comme le montre le panégyrique qu'il fait de la bravoure des Éginètes, composé juste après la victoire de Salamine en 480 ainsi que les panégyriques composés pour Athènes : dans l'un d'eux, Pindare célèbre Athènes comme le rempart de la Grèce : « Ô toi, illustre Athènes, brillante, couronnée de violettes et fameuse par ton chant, rempart de l'Hellade, cité divine ». Athènes le récompense en lui attribuant la dignité de proxène et en le gratifiant de dix mille drachmes pour le dithyrambe qu'il lui a consacré. Mais c'est Simonide de Céos, non Pindare, qui s'est fait le chantre des victoires remportées contre les Perses.

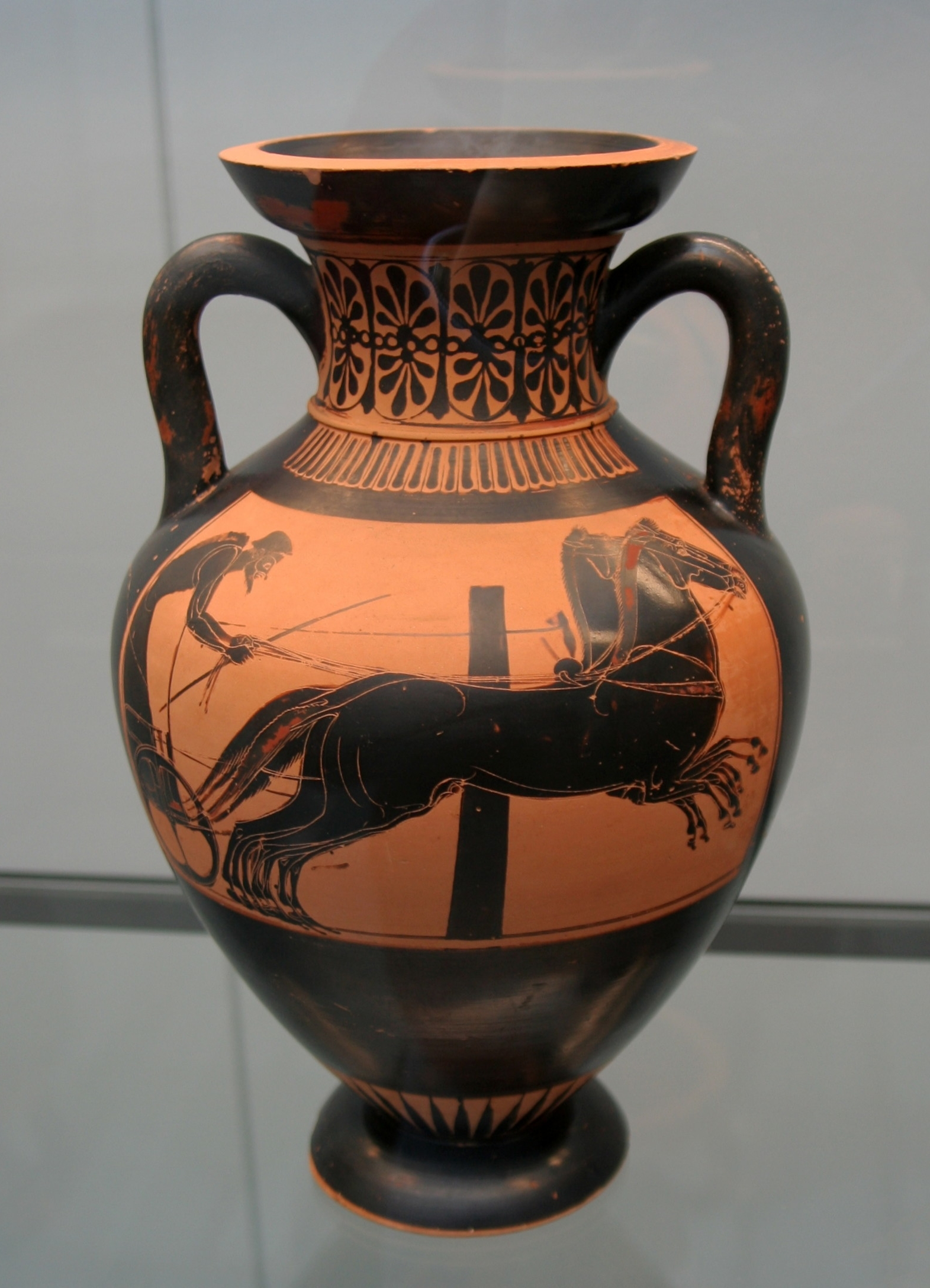
Course de chars et terma, par le peintre d'Euphilétos. Amphore pseudo-panathénaïque attique à figures noires.
Vers 500 av. J.-C.

Entre 480 et 460, Pindare voit sa renommée s'étendre dans l'ensemble du monde grec ; auréolé du plein éclat de sa gloire, il s'attache alors à différentes cours aristocratiques grecques, comme celle du tyran Hiéron de Syracuse, en l'honneur duquel il compose la Première Olympique et les trois premières Pythiques, ou celle du roi de Cyrène, Arcésilas IV, pour lequel il compose les IVe et Ve Pythiques. Ces clients princiers, à la tête d'une importante fortune, étaient en effet seuls à pouvoir pratiquer l'élevage et posséder des attelages pour les deux épreuves de la course de chevaux et de la course de chars. Dans le domaine des épinicies commandées par les tyrans grecs de Sicile, il est concurrencé par le poète Bacchylide, caractérisé par un style plus délicat. Cette concurrence se signale par quelques traits de jalousie chez l'un et l'autre de ces deux poètes.
Comme Pindare assiste le plus souvent aux jeux panhelléniques, puis dirige généralement lui-même l'exécution de ses odes triomphales, il est certain que durant ces vingt ans il dut parcourir presque toute la Grèce. Il est en relation avec le roi de Macédoine, Alexandre Ier, pour lequel il compose un éloge. C'est en souvenir des relations d'Alexandre Ier de Macédoine avec Pindare, que, selon la légende, Alexandre le Grand épargna la maison du poète lyrique à Thèbes pendant le sac de cette ville par les Macédoniens. En 476 vraisemblablement, Pindare se rend en Sicile, à la cour de Théron d'Acragas et à celle de Hiéron. À cette occasion, il parcourt les principales villes de Sicile, dont Syracuse. Il semble traduire une impression personnelle lorsqu'il évoque, dans la Première Pythique, l'Etna en éruption avec ses torrents de lave rouge roulant « des blocs de roche avec fracas ». Un autre voyage le mène sans doute auprès d'Arcésilas IV, roi de Cyrène, cité qu'il semble avoir visitée et dont il décrit la longue route pavée de blocs solides que les ancêtres du roi avaient bâtie au milieu des sables en la conquérant sur le désert.
Pindare était marié à une femme nommée Mégaclée, suivant la biographie d'Eustathe, et il avait deux filles et un fils nommé Daïphantos qui fut daphnéphore à Thèbes.
La vieillesse de Pindare est assombrie par les malheurs de Thèbes, vaincue et dominée par Athènes, de 457 à 447, malgré le succès des Thébains à la bataille de Coronée (446 av. J.-C.). Il meurt à quatre-vingts ans, selon un de ses biographes, peut-être à Argos peu après 446, année qui correspond à la plus tardive de ses œuvres que nous puissions dater. Selon la biographie de Suidas, Pindare serait mort au théâtre d'Argos, au cours d'une représentation, la tête appuyée sur l'épaule de son jeune ami Théoxène de Ténédos, pour lequel il avait composé un Éloge amoureux cité par Athénée. Selon Valère Maxime, cette scène se serait produite au gymnase.

## Œuvres
Le corpus pindarique nous est parvenu sous la forme de papyrus (du IIe siècle av. J.-C. au IIe siècle ap. J.-C.), comprenant de nombreux fragments de péans et des épinicies. Nous disposons également des manuscrits des XIIe et XIIIe siècles, parmi lesquels les plus importants sont l’Ambrosianus C 222, le Vaticanus græcus 1312, le Laurentianus 32, 52 et le Parisinus græcus 2774. Ils proviennent d'une sélection effectuée au IIIe siècle et ne comprennent que des épinicies.
Nous avons conservé de Pindare quatre livres d'épinicies ou odes triomphales (en grec ancien ἐπίνικοι / epinikoi) : ces chants de victoire composés en l'honneur des vainqueurs des quatre Jeux panhelléniques, étaient chantés ensuite par des chœurs de danseurs sur le passage du vainqueur. Dans ses épinicies, Pindare ne célèbre pas tant la performance sportive que la valeur personnelle de l'athlète.
Les épinicies ne représentent qu'environ le quart de l'ensemble de l’œuvre de Pindare, ce qui rend difficile d'apprécier dans toute sa diversité l'art de ce poète et de juger l'évolution de son style ; l'énormité de sa production, chiffrée à environ vingt-quatre mille vers (au sens de κῶλα / périodes, séquences) comprenait également des hymnes, des péans, des chants de procession, des chants pour chœurs de vierges (παρθένια, parthénies), des chants de louange (ἐγκώμια), des dithyrambes, des chants à boire, des thrènes à l'occasion du trépas d'un grand personnage et des chants de chœur dansés en l'honneur d'Apollon, appelés hyporchèmes, ὐπορχήματα. De ces recueils perdus, nous n’avons conservé qu'environ cinq cents vers sous forme de fragments. Parmi les fragments les plus étendus, on peut citer le péan Pour les Abdéritains, et surtout le péan Aux Delphiens. L'ensemble constituait 17 livres, édités par les grammairiens alexandrins Zénodote et Aristophane de Byzance à partir de copies ou des éditions originales. C'est Aristophane qui regroupe les Odes en quatre livres, suivant les Jeux concernés : les Olympiques, les Pythiques, les Néméennes et les Isthmiques.

## Les odes de Pindare

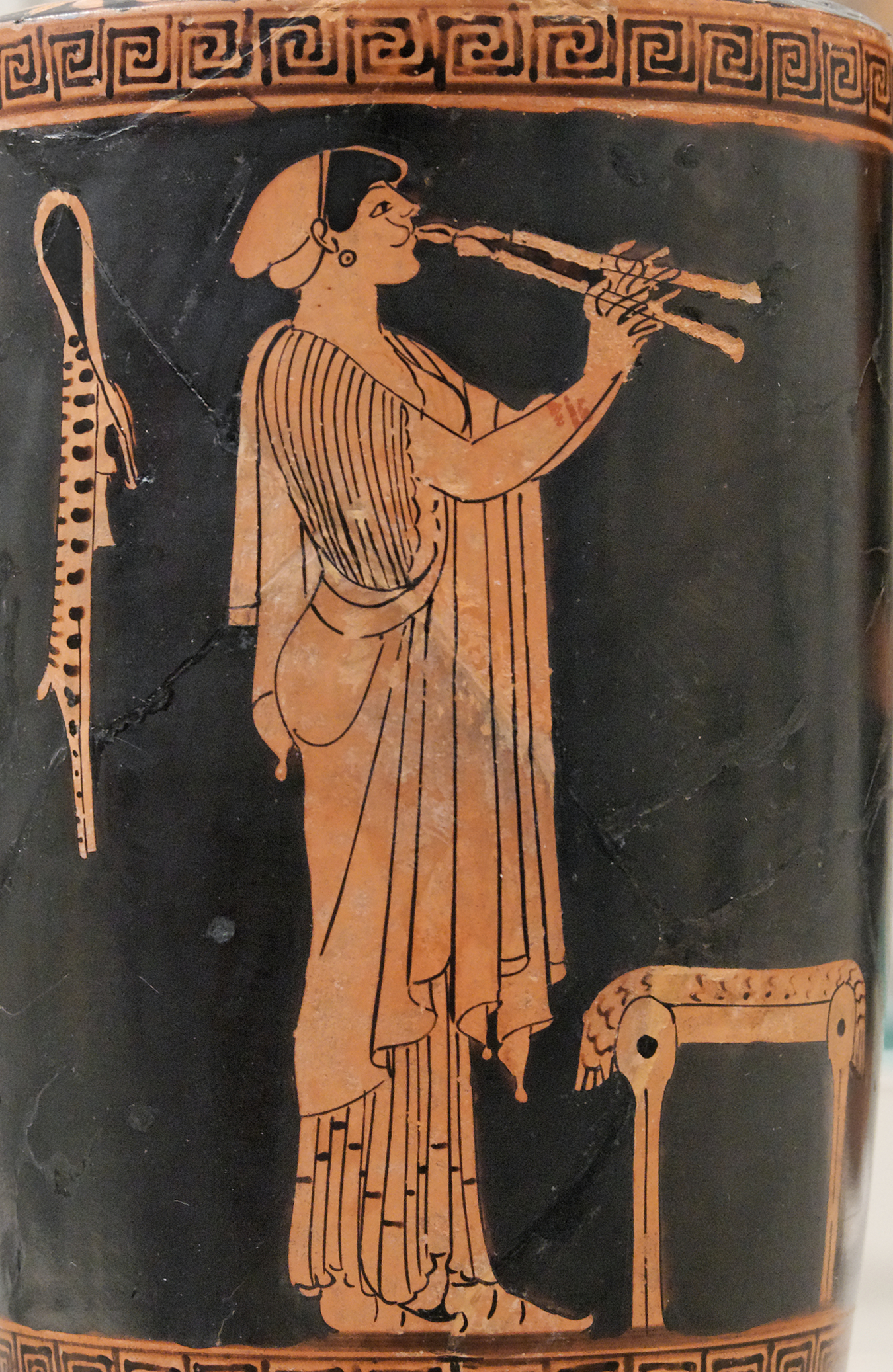
Jeune fille jouant de l’aulos. Lécythe attique à figures rouges. Vers 480 av. J.-C.

### Une poésie chantée et dansée
Le lyrisme choral grec est à la fois danse, autant que poésie et musique. L’exécution des odes de Pindare, que le poète a dû souvent surveiller lui-même, pouvait se dérouler au cours d'une cérémonie privée, un banquet, en présence d'un public restreint ; mais si l'ode triomphale était exécutée pendant le défilé du cortège accompagnant le retour du vainqueur dans sa patrie, ou encore, plus rarement, pendant la marche du cortège qui l'accompagnait au temple où il allait déposer sa couronne de vainqueur, le public était alors nombreux.
On connaît la valeur sacrée de la danse en Grèce dans les cérémonies solennelles. Ainsi, les hymnes en l'honneur des dieux étaient dansés en cercle autour d'un autel, avec un mouvement vers la droite, puis vers la gauche, avant l'arrêt final. Les grandes odes de Pindare étaient, elles aussi, chantées et dansées par un chœur recruté parmi les enfants, les jeunes filles ou les jeunes gens de bonne naissance, dans la cité où ces odes étaient exécutées. Le nombre des membres de ce chœur variait de quatorze à cinquante selon l'importance de la cérémonie. Le chant était exécuté par un soliste, ou par le chœur au complet, ou encore par le soliste et le chœur en alternance. C'est le chef du chœur qui entonnait chaque strophe après avoir préludé avec sa cithare : au début de la Ire Pythique, Pindare évoque « la lyre d'or » et « les premières notes des préludes qui guident les chœurs ». Les instruments de musique accompagnant le chant étaient la lyre, la phorminx, la flûte double appelée aulos ; on trouvait aussi la grande flûte phrygienne en buis et la flûte lydienne aux sons aigus pour les notes hautes ou comme support des voix d'enfants. Le double accompagnement de la phorminx et de la flûte apparaît dans la IIIe, la VIIe et la Xe Olympiques, tandis que la Ire et la IIe Pythiques ne s'accompagnent que de la cithare seule.
Le mode musical, selon les odes, était éolien, dorien ou lydien ; le mode éolien, avec la légèreté du rythme à trois temps, était brillant, vif et passionné ; le mode dorien, où dominaient les syllabes longues, produisait une impression virile et majestueuse, comme c'est le cas dans la IIIe Olympique ; enfin le mode lydien, plus dolent, apparaît dans la Ve et la XIIIe Olympiques. Ces mélodies guidaient les mouvements et le pas rythmé des choreutes ; des témoignages anciens, il ressort que, dans le lyrisme choral, le poète composait à la fois les paroles et la musique sur laquelle elles étaient chantées ; la strophe et l'antistrophe d'une ode correspondaient à des évolutions en sens inverse, et l'épode, à un chant sur place qui autorisait une meilleure écoute du texte. Pindare indique lui-même ces mouvements dansants et leur accompagnement musical : « Tisse, douce phorminx, tisse sans plus tarder, sur le mode lydien, ce chant aimé d’Œnone et de Chypre » ; il est possible qu'un mouvement orchestique circulaire ait accompagné le déroulement narratif des mythes, jusqu'à l'arrêt final marqué par l'épode, mais la partition musicale et chorégraphique de ces odes ne nous a pas été transmise, et cet aspect du lyrisme choral nous échappe aujourd'hui. Ces trois arts, danse, musique et poésie, alliés et subordonnés, apparaissent intimement unis au sein de la structure rythmique et prosodique des odes de Pindare.

### Structure et mètres
Les savants chargés d'éditer le texte des Odes ont eu à résoudre un problème délicat de présentation des vers de Pindare dans une édition des Odes triomphales. Leur ordonnancement a pendant longtemps fait difficulté quant à savoir où placer le début et la fin des vers, et comment délimiter des séquences que l'on ne sait où ponctuer. À l'époque hellénistique, Aristophane de Byzance et Aristarque de Samothrace placent l’œuvre de Pindare dans le Canon alexandrin. Ils établissent une édition sur laquelle les philologues se sont longtemps fondés. Les grammairiens hellénistiques fixent le texte sous la forme de côla (du grec κῶλα / kôla, « membres », puis « périodes oratoires »). Il faut attendre le XIXe siècle et les travaux d'August Böckh (Pindari opera quæ supersunt, Leipzig, 1811-1881), et surtout Otto Schrœder (de) et Theodor Bergk (de) pour voir rétablis avec exactitude les vers pindariques.
Alors qu'à l'origine les strophes d'un poème lyrique étaient parfois toutes semblables, les odes de Pindare se présentent sous la forme des fameuses triades de Stésichore, c'est-à-dire des groupes comprenant une strophe, une antistrophe et une épode ; cette dernière, construite sur un mètre différent, était chantée sur un autre air que les précédentes, et accompagnée d'une danse elle aussi différente. Certaines odes de Pindare ne comptent qu’une seule triade, beaucoup en ont entre quatre et six, et la IVe Pythique en compte treize. Une grande strophe de Pindare comprend plus de dix ou parfois plus de quinze membres, inégaux et diversement constitués du point de vue de la prosodie.
Chaque ode de Pindare possède sa propre structure métrique. Les mètres que le poète a le plus utilisés sont les mètres logaédiques, appelés aussi mètres éoliens, dans la tradition d'Alcée de Mytilène et de Sappho, et les mètres dactylo-épitritiques, appelés mètres doriens, caractérisés par l'épitrite (pied formé d'une longue, d'une brève et de deux longues : — ∪ — — ) ; dans ces deux types, dactyles et trochées se combinent ou se succèdent. Ils se partagent à peu près également l'ensemble des Odes. Seules la IIe Olympique et la Ve Pythique, qui ont un caractère religieux et grave, ont pour pied dominant le péon, composé d'une longue et trois brèves (— ∪∪∪ ou bien ∪∪∪ —),.
Se pose ensuite la question de l'unité de l'ode. Les odes de Pindare ne se conforment à aucun plan quant aux thèmes traités. Le poète lui-même déclare dans sa Xe Pythique : « Semblables à l'abeille, mes beaux hymnes de louange volent d'un sujet à l'autre ». Un premier courant de la recherche, qualifié d'« historiciste », représenté par des auteurs comme Böckh et Wilamowitz (XIXe siècle), s'est attaché à repérer dans le texte des éléments biographiques ou historiques. Un autre courant a préféré se focaliser sur l'« idée lyrique » se trouvant derrière chaque art (Dissen, Metger, Alfred Croiset, XIXe siècle). La critique contemporaine tente pour sa part de relever la récurrence de motifs et d'images.

### Pindare et les doctrines ésotériques
Les doctrines ésotériques étaient très répandues à l'époque de Pindare, et les tyrans d'Agrigente et de Syracuse qu'il a connus en Sicile ont pu avoir des complaisances pour le mysticisme. Il est incontestable que Pindare a subi l'influence des courants mystiques de son temps. Tout un faisceau d'indices dans son œuvre en apporte la preuve. On ne peut dire avec précision de quels courants mystiques il s'agit, dans la mesure où orphisme et pythagorisme sont impossibles à distinguer à cette date.

Dans la foule des divinités grecques, Pindare semble accorder une importance particulière à celles qui président aux mystères. Peut-être a-t-il été lui-même initié à Éleusis, comme on peut le penser à la lecture de ce fragment de Thrène cité par Clément d'Alexandrie : 

« Heureux qui a vu cela avant de descendre sous la terre : il sait ce qu'est la fin de notre vie et ce qui en est le principe, donné par Zeus. »

— Pindare, fragment 137-8 (Schrœder).
 Mais Pindare n'a certainement été l'esclave d'aucun système. C'était déjà l'opinion d'Alfred Croiset et d'Erwin Rohde, selon qui la théologie de Pindare demeure « laïque et trahit partout l'esprit d'un poète. » Il est certain en tout cas que, sans être adepte d'aucune secte ni école philosophique, il éprouve un indéniable attrait pour les questions eschatologiques et mystiques, et qu'il avait connaissance d'une doctrine sur les destinées de l'âme. Cette influence des courants orphico-pythagoriciens apparaît nettement d'abord dans la Ire Olympique qui semble bien faire allusion aux dogmes orphiques de la chute originelle et du relèvement personnel auquel accède l'initié ; l'on voit également développée la croyance en la métempsycose en particulier dans la IIe Olympique dont le mythe opère une synthèse générale. La métempsychose accompagne l'affirmation de la survie dans les Enfers et de la rétribution des mérites. La transmigration des âmes, dogme le plus caractéristique enseigné par les disciples de Pythagore, s'ajoute dans cette ode à des préceptes de conduite morale comme, aux vers 76-77, l'exigence de « garder son âme absolument pure de mal » ; et un autre détail d'inspiration pythagoricienne apparaît au vers 72, à savoir le souci de vérité : le poète fait une place d'honneur, dans « l'île des Bienheureux », à « ceux qui aimèrent la bonne foi ». Or Pythagore exhortait ses disciples à éviter le mensonge, souci considéré comme un devoir essentiel dans la secte et maintes fois réitéré dans l'œuvre de Pindare : « Principe de grande vertu, Vérité, ô Souveraine, fais que jamais mon propos n'achoppe contre l'écueil du mensonge ! ». Enfin, la prédominance que Pindare accorde, dans ses mythes, aux héros, fait elle-même écho à leur culte traditionnel chez les sectateurs de Pythagore : on sait par Aristoxène qu'un parfait Pythagoricien devait accomplir quotidiennement des devoirs de piété non seulement envers les dieux, mais également envers les héros.

### Les dieux et les hommes
Se refusant à rapporter quoi que ce soit de scandaleux ou d'attentatoire à la majesté des dieux, car « rarement on échappe au châtiment qu'attire le blasphème », Pindare demeure fidèle à ce principe de moralité : « L'homme ne doit attribuer aux dieux que de belles actions : c'est la voie la plus sûre ». Chez lui, les divinités sont donc débarrassées des querelles, violences de toutes sortes, amours incestueuses et naïvetés encore présentes chez Homère. Sa théologie, pénétrée de philosophie, présente un idéal divin d'une moralité irréprochable digne de servir de modèle à l'humanité : elle marque ainsi la maturité croissante de la religiosité en Grèce. Et cet idéal de perfection divine, dans l'esprit plein de piété du poète, tend vers l'idée d'une divinité une et toute-puissante, indépendamment de toute détermination de personne : « Qu'est-ce que dieu ? Que n'est-il pas ? Dieu, c'est le Tout », dit-il dans un fragment cité par Clément d'Alexandrie.
Dans sa poésie, il est deux grandes divinités auxquelles il accorde un intérêt particulier : Zeus et Apollon. Faire du bien aux meilleurs des mortels, et punir la révolte et la démesure, tel est le premier soin de Zeus, que le poète invoque avec un sentiment quasi biblique de sa majesté : 

« Dieu suprême, qui tiens les rênes du tonnerre, ce coursier infatigable, ô Zeus, les Saisons que tu gouvernes m'envoient, au son de la phorminx, pour me porter témoin des victoires les plus sublimes. Ah ! Fils de Cronos, maître de l'Etna, reçois en faveur des Charites, ce cortège olympionique. »

— Olympiques, IV, vers 1 à 10.
 Le bonheur, non pas le simple succès passager mais le vrai bonheur durable est la récompense de Zeus à ceux qu'il aime pour leurs vertus ; un homme vraiment heureux est donc nécessairement, aux yeux de Pindare, un homme ami de Zeus : en chantant sa gloire et ses triomphes, Pindare ne fait en quelque sorte qu’adorer en cet homme l'effet de l'amitié des dieux pour qui la mérite. 

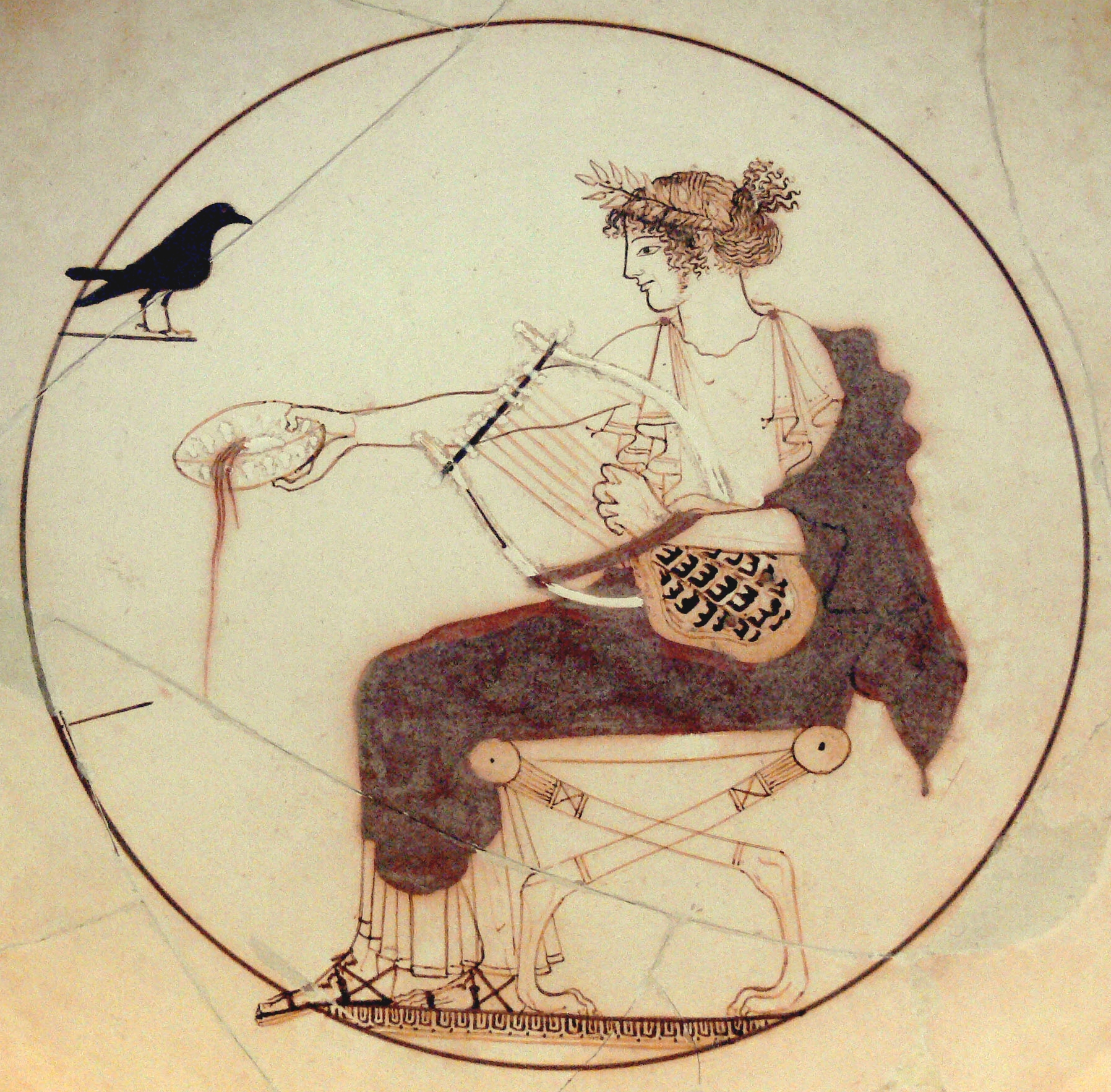
Apollon tenant une cithare. Kylix attique à fond blanc, vers 460 av. J.-C. Musée archéologique de Delphes.

 Voilà pourquoi, en saluant la fortune prospère de ses héros, Pindare ne célèbre pas seulement la supériorité physique et matérielle d'un vainqueur ; il chante la faveur des dieux éclairant le front d'un mortel, ce qui donne à ses Odes triomphales leur ton toujours religieux. Ainsi, l'impuissance ou la faiblesse humaine sont-elles compensées par la grâce divine :  

« Êtres éphémères ! L'homme est le rêve d'une ombre. Mais quand les dieux dirigent sur lui un rayon, un éclat brillant l'environne, et son existence est douce. »

— Pythiques, VIII, vers 95 à 97.
 Quant à Apollon, dieu des poètes, dieu guérisseur et civilisateur, maître de l'oracle delphique, il est une figure de tout premier plan chez Pindare : c'est lui « qui octroie aux hommes les remèdes qui guérissent leurs maladies cruelles ; il nous a donné la cithare ; il fait pénétrer dans les cœurs l'amour de la concorde, l'horreur de la guerre civile ». Pindare l'invoque comme le dieu omniscient dont la puissance est infinie : 

« Toi qui ne saurais ni mentir ni errer, toi qui sais le terme fatal de toutes choses et tous les chemins qu'elles prennent, toi qui peux compter les feuilles que la terre fait pousser au printemps, et les grains de sable que, dans la mer ou dans les fleuves, roulent les vagues et les souffles des vents, toi qui vois clairement l'avenir et son origine... »

— Pythiques, IX, vers 42 et suiv.
 Sa dévotion à l'égard du dieu de Delphes, source de toute inspiration poétique, est si profonde que Pindare lui emprunte ses attributs, les flèches et la phorminx.

### Héros et mythes
Sur les quarante-quatre odes triomphales de Pindare, la plupart célèbrent les mythes qui se rapportent à la patrie du vainqueur, ou les légendes des puissantes familles quand il s'agissait de chanter quelque prince de race illustre. Mais toujours, dans la variété des légendes locales, Pindare privilégie celles qui se rattachent à la tradition dorienne et à celle de sa patrie, Thèbes.

#### Fonction du mythe
Selon les chercheurs et les époques, on a attribué aux mythes soit un rôle purement esthétique, soit une valeur paradigmatique étroitement liée à la victoire et au vainqueur, soit enfin un but religieux et moral d'édification des auditeurs. Jacqueline Duchemin, ainsi que plusieurs autres chercheurs, estime que le mythe propose au vainqueur et à ceux qui l'entourent un idéal héroïque, destiné à donner une leçon d'éthique aristocratique.
Pindare s'attache avant tout à célébrer ceux des héros qui ont été récompensés, au terme d'une épreuve, pour leurs vertus hors pair et leur valeur morale : tel est le cas de Persée vainqueur de la Gorgone, et surtout des héros de la lignée d'Éaque, Ajax et Achille instruit par son maître, le Centaure Chiron ; mais c'est Héraclès, le héros né à Thèbes, que Pindare veut surtout célébrer ; en lui le poète voit le fondateur, avec les Dioscures, des Jeux sacrés d'Olympie, mais aussi le bienfaiteur exemplaire des hommes, celui qui incarne à ses yeux l'ascèse héroïque parfaite et les vertus athlétiques par excellence, l'endurance, la patience, et « un courage invincible ». C'est pourquoi Héraclès est récompensé par une bienheureuse éternité, comme le devin Tirésias en fit la prédiction à Amphitryon : 

« Il lui révéla qu'éternellement en paix, Héraclès obtiendrait, pour compenser ses durs labeurs, le privilège d'une félicité inaltérable, dans la demeure des Bienheureux ; il recevrait en mariage la florissante Hébé, et, vivant auprès de Zeus le Cronide, rendrait grâces à son auguste loi. »

— Néméennes, I, vers 69-73.
 Dans les parties narratives des Odes, Pindare ne s'attarde pas à raconter les mythes en détail, refusant de « faire porter à sa lyre le fardeau de l'épopée » ; point d'explications circonstanciées ni de développements superflus : il procède de manière lyrique par allusions brèves. Ce sont en général de vives esquisses, des peintures réduites à quelques traits, destinées à éveiller des impressions et des sentiments, les maximes mêlées au récit y ajoutant une note morale. Ainsi, dans la IVe Pythique, dans le récit de Jason et la Toison d'or, une fois dégagés les traits utiles à la morale qu'il veut en tirer, le poète abrège et conclut rapidement : « Mais le retour serait long par la grande route ; l'heure me presse, et je connais un sentier plus court. À bien d'autres je sais montrer la voie du génie. »

### Éloge de l'esprit héroïque

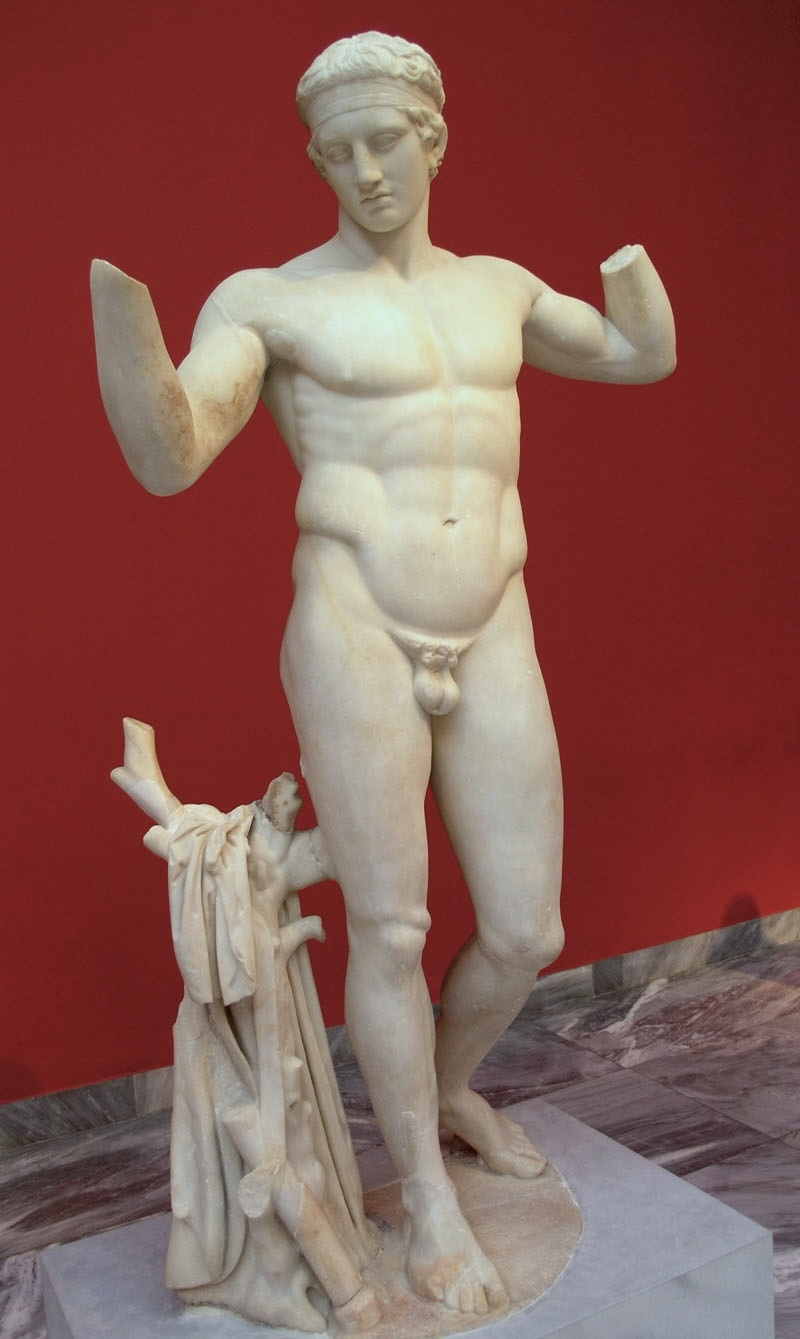
Copie du Diadumène de Polyclète. Dans la noblesse et la sérénité du visage, la beauté plastique de cet athlète nouant le bandeau de la victoire, s'exprime l'union des vertus physiques et morales que Pindare célèbre dans ses Odes.

Pindare ne se sent jamais ni esclave de son sujet, ni tributaire de l'athlète. Il s'arrête très peu sur l'épreuve sportive elle-même, dont il ne fait pas le récit, mais il se contente de signaler parfois brièvement sa nature ; ainsi, dans la Ve Pythique, se borne-t-il à mentionner le vainqueur à la course des chars, Carrhôtos, qui « a su garder ses rênes intactes en menant jusqu'au bout ses chevaux aux pieds rapides, dans l'hippodrome aux douze parcours, sans briser aucune pièce de son appareil ».
Si Pindare se montre généralement discret dans l'éloge personnel du vainqueur, c'est qu'il a hâte de s'élever, du plan de l'anecdote, à celui des idées générales et nobles : chantant, non pas tant le héros que l'esprit héroïque, il met l'accent non pas sur les dons physiques mais sur les qualités morales de l'athlète, la hardiesse, la loyauté, la vaillance ou l'habileté ; le courage au pancrace de Mélissos de Thèbes évoque ainsi « la vaillance des fauves rugissants, et sa prudence est celle du renard qui, se renversant sur lui-même, arrête l'élan de l'aigle ». Pour Pindare, « la victoire aux jeux appelle les chants les plus beaux, ceux qui célèbrent le compagnon rayonnant de couronnes et de vertus ». Tel est le mot-clef de sa poésie, la « vertu, le mérite », en grec ancien et sous la forme dorienne employée par Pindare, l’ἀρετά / areta, c'est-à-dire la prouesse virile de celui qui s'attache à sublimer et parfaire sa condition d'homme. Cette vertu est pour Pindare une qualité aristocratique. C'est pour redonner vie à cet ancien idéal de la noblesse que Pindare se plaît à associer à l'éloge du vainqueur l'éloge de son lignage ; célébrer les qualités morales des glorieux ancêtres du vainqueur et honorer sa patrie est le motif habituel des Odes triomphales. En exaltant de la sorte tout ce qui fait la supériorité d'un héros, Pindare l'offre en exemple à la postérité, car la victoire est pour lui l'incarnation de l’arété humaine la plus haute : en ce sens, Pindare se considère comme l'émule des artistes et sculpteurs grecs qui s'attachent à façonner non la physionomie réaliste d'un individu mais le corps idéal d'un athlète sous sa forme la plus sublime.

### La mission du poète comme éducateur
Ceux à qui Pindare s'adresse dans ses odes sont à la fois de simples vainqueurs aux jeux, mais aussi souvent les grands de ce monde, rois, princes et membres de la noblesse. Le poète adapte à chacun son éloge, sans s'interdire le devoir de dispenser, avec franchise et avec tact, des conseils et des avertissements.

En donnant leurs beaux exploits en exemples à imiter, Pindare poussait les athlètes à « s’élever au comble du mérite », et à atteindre la perfection des héros idéaux du mythe. Comme Homère avant lui, le poète fait donc œuvre d’éducateur. Ainsi, avant de faire l'éloge du jeune Trasybule, Pindare évoque le Centaure Chiron, l'éducateur type des héros, qui enseignait à Achille le respect des dieux autant que la piété filiale. Car en ce sage centaure, le poète trouve un modèle idéal pour sa propre mission d'éducateur ; c'est encore à Chiron, le maître plein de sagesse, qu'il se réfère dans l'éloge des premiers habitants de l'île d'Égine, ancêtres du vainqueur nommé Aristocleidès. Et Pindare est si attaché à cette mission d'éducation, qu'il est le premier, avant Platon, à s'interroger quant à savoir si l'excellence peut s'apprendre, ou si elle résulte seulement de l'atavisme. Sa réponse est illustrée par l’héroïsme inné d'Achille et par l'exemple d'Asclépios : Chiron a éduqué Asclépios, « cet enfant sublime, en développant par des exercices appropriés, tous les instincts de son grand cœur ». L'éducation ne saurait agir que si elle se fonde sur des vertus natives :

« Par l'héroïsme héréditaire, un homme est grandement puissant. Mais celui qui se contente de ce qu'on lui a enseigné, est comme un homme marchant dans l'obscurité. Son intelligence hésite ; jamais il n'avance d'un pas sûr et la carence de son esprit tente la gloire par tous les moyens. »

— Pindare, Néméennes, III, vers 40-42.
  
Pindare remplit la même mission d'éducateur à l'égard des puissants : il se flatte en effet d'être « un homme à la parole franche [qui] se fait valoir en tout pays, auprès des tyrans, là où règne la foule impétueuse, et dans les cités que régissent les sages », c'est-à-dire dans les trois principaux régimes politiques : monarchie, démocratie et aristocratie. C’est ce qu'implique cette exhortation donnée à Hiéron Ier, tyran de Syracuse, de réaliser sa véritable personnalité, à partir du moment où Pindare, qui fait son éloge, la lui aura révélée : 

« Deviens qui tu es, quand tu l'auras appris / Γένοι’ οἷος ἐσσὶ μαθών. »

— Pindare, Pythiques, II, vers 72.
 Dans toutes les odes adressées à ce tyran, Pindare dispense ses préceptes de sagesse et de modération : « Ne vise pas plus haut que ta fortune présente », lui dit-il, et « puisque mieux vaut l'envie que la pitié, ne renonce pas aux beaux desseins. Dirige ton peuple avec le gouvernail de la justice. […] Livre ta voile au vent, comme un bon pilote, sans te laisser duper, ami, par la séduction de l'intérêt ». Ces préceptes moraux, loin d'être des maximes traditionnelles ou des lieux communs, sont toujours appropriés au cas particulier de ceux à qui Pindare les adresse. Ainsi, l'histoire nous apprend que Hiéron de Syracuse n'était pas exempt des défauts habituels des tyrans, le poète souhaite donc corriger son avarice notoire en l’invitant à donner largement, comme Crésus, puisque sa richesse lui permet ce devoir de générosité ; mais c'est surtout le roi de Cyrène, Arcésilas IV, qui reçoit du poète les avertissements les plus graves, longuement développés, d'avoir à « gouverner la ville par une politique droite et prudente », car « il est facile de mettre le désordre dans une cité, les plus vils manants en sont capables. Mais la rétablir en son état, voilà qui est difficile » ; Pindare achève cette ode par une supplique pour obtenir le rappel de Damophile, un aristocrate exilé à la suite de troubles intervenus dans Cyrène, et qui avait encouru la haine ou la défiance d'Arcésilas. Or, peu après l'exécution de cette ode dans la ville de Cyrène, Arcésilas IV, vainement averti par Pindare, était renversé par une révolution.

### L'art de Pindare

#### Le devin
L'incomparable don poétique est d'essence divine, selon Pindare, et ne saurait s'apprendre : aussi oppose-t-il l'homme habile (σοφός), favorisé des dieux, aux chantres « qui ne savent que pour avoir appris » (μαθόντες δὲ). 

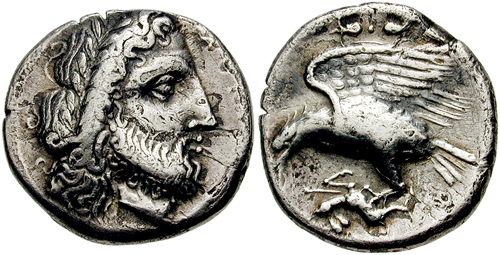
À l'avers, Zeus et au revers, l'aigle du dieu, tenant un lièvre dans ses serres. Monnaie de Locres, vers 300-280 av. J.-C.

 Ignorant le terme de poète, (ποιητής), entièrement absent de son œuvre, il dispose d'une large gamme de termes expressifs ou de périphrases pour désigner son art : il se dit « serviteur de Létô » c'est-à-dire d'Apollon, ou « héraut privilégié qui fait entendre des paroles savantes » ou encore « interprète fameux des Piérides », ἀοίδιμον Πιερίδων προφάταν. Ce terme de προφάτας / προφήτης, devin, que Pindare s'applique à lui-même, est d'ordinaire appliqué aux interprètes chargés de proclamer les messages des dieux ; c'est dire que le poète, revêtu de sa mission comme d'un sacerdoce, est habilité à dispenser un véritable enseignement de nature religieuse et morale. Qui est doué de ce génie poétique inné est semblable à l'aigle de Zeus : 

« Je porte sous mon bras d'innombrables flèches rapides, dans mon carquois ; elles savent pénétrer les bons esprits ; pour atteindre la foule il est besoin d'interprètes. Sage (σοφός) est celui qui tient de la nature son grand savoir ; ceux qui ne savent que pour avoir appris, pareils à des corbeaux, dans leur bavardage intarissable, qu'ils croassent vainement contre l'oiseau divin de Zeus ! »

— Pindare, Olympiques, II, vers 91 sqq.
 Cette image de l'aigle revient ailleurs chez Pindare, tantôt pour suggérer la force fulgurante de l'oiseau « qui saisit en un clin d'œil la proie sanglante dans ses serres », tantôt pour évoquer « le roi des oiseaux » endormi sur le sceptre de Zeus, possédé par le pouvoir magique de la musique,. Car l'image n'est pas un ornement poétique gratuit ; l'aigle symbolise l'élévation majestueuse du ton et du style dans la poésie de Pindare, et le domaine métaphysique où évolue sa pensée, « bien au-dessus des régions basses où les geais criards cherchent leur subsistance ». Opposé aux corbeaux et aux geais criards, l'aigle divin traduit aussi toute la distance qui sépare le génie du simple talent, distinction maintes fois répétée dans les Odes de Pindare.

#### Langue et syntaxe
Comme tous les grands poètes du lyrisme choral, Pindare se sert d'une langue qui n'est pas un dialecte vivant, mais une langue littéraire dans laquelle entrent des éléments ioniens c'est-à-dire le dialecte de l'épopée homérique, ainsi que des éléments éoliens, et dont la couleur fondamentale est dorienne. La proportion de ces diverses formes dialectales était en grande partie déterminée par la tradition et le goût de chaque poète. Leur mélange chez Pindare est, au jugement d'Eustathe de Thessalonique, toujours discret et harmonieux.
La langue de Pindare présente certaines particularités grammaticales destinées à créer une impression à la fois inattendue et plus vénérable que le parler de tous les jours : ainsi, un sujet au pluriel peut recevoir un verbe au singulier ou au duel, un verbe passif a son régime au génitif sans ὑπό, et certaines prépositions ont un sens légèrement altéré ou déplacées en d'audacieuses hyperbates.

#### Lexique et style
Poète conscient d'être investi d'une mission quasi divine, Pindare se déclare « dispensateur des dons des Muses », et il cultive son art « en mettant à son service une langue qui n'est jamais paresseuse ». En effet, son lexique abonde en mots nouveaux dont nous ne savons s'il les a créés lui-même ; ces mots dont la langue grecque n'offre pas d'exemple avant lui, sont des épithètes et des mots composés, tels que πολύβατος, (« très fréquenté »), πανδαίδαλος, (« travaillé avec beaucoup d'art »), ἐαρίδρεπτος, (« que l'on cueille au printemps »), ἑλικάμπυξ, (« qui a un bandeau roulé autour du front ») ; poète musicien, Pindare aime les mots aux belles sonorités éclatantes, comme χρυσάρματος, μεγαλοπόλιες, ἱπποχαρμᾶν, mis en évidence par leur place dans le vers ou par les temps forts du rythme. Le goût de Pindare pour la noblesse de l'expression le porte à employer, au lieu du terme propre mais neutre et banal, les termes connotant la grandeur morale ou le beau sentiment : ainsi, au lieu de ἆθλον, « prix donné au vainqueur », il emploie « honneur » (τιμά), ou « plaisir » (χάρις), ou encore « présent honorable » (γέρας).
Pindare use abondamment d'épithètes pittoresques ; certaines sont des épithètes consacrées, empruntées à l'épopée homérique, comme « Thèbes aux chars d'or » (χρυσάρματος) ou « l'opulente Athènes » (λιπαρά) ; mais il innove en les appliquant parfois à des divinités d’une manière non conventionnelle, ainsi Harmonie est-elle dite « aux grands yeux », Ἁρμονίαν βοῶπιν ; beaucoup d’épithètes sont neuves et d’une originalité créatrice, comme « la richesse qui grandit les hommes », μεγάνωρ πλοῦτος, ou « un combat d'airain », ἀγὼν χάλκεος.
Toutes les figures de style sont représentées dans les Odes, et l'imagination de Pindare personnifie même de manière hardie les réalités abstraites : la figure allégorique d’Excuse, est « fille de l'obtus Épiméthée », et « Alala, fille de Polémos », est la personnification du Cri de guerre. Il emploie aussi un grand nombre d’aphorismes et de sentences morales, parfois sous la forme d’une alliance de mots dont la plus célèbre annonce à la fois Hamlet et La Vie est un songe : « Êtres éphémères ! Qu’est chacun de nous, que n’est-il pas ? L'homme est le rêve d’une ombre. »
Mais l’image royale qu'affectionne le poète est la métaphore. Elle n'est pas un simple élément extérieur et purement décoratif, mais au contraire un élément assurant l'unité de l'ode, la transition entre l'actualité et le mythe, et un élément signifiant que justifie le sujet même de l'œuvre. La métaphore du voyage sur mer en particulier, à laquelle Pindare a donné un éclat singulier, semble bien être de son invention. Souvent hardies, longuement filées, les métaphores se suivent ou se mêlent, manifestant ainsi non seulement l'importance esthétique que Pindare leur accorde, mais aussi la conception philosophique et religieuse de sa vision du monde : l'attitude en quelque sorte « symboliste » du poète face à la nature, décèle entre la réalité sensible et la réalité intelligible un grand nombre d'analogies ; le divin et l'humain sont constamment mêlés ou en perpétuelle transformation. Dans la IXe Olympique, c'est la quadruple image de l'embrasement, du cheval, du navire et du jardin des Charites qui traduit les pouvoirs souverains de la poésie : « La flamme ardente de mes chants empourprera cette ville chérie, et, plus vite qu'un cheval généreux ou que le navire qui vole, je vais publier partout mon message, si le sort a bien voulu que ma main sache cultiver le jardin privilégié des Charites. » Ces métaphores rendent sensibles les idées abstraites : empruntées au monde vivant des plantes et aux éléments de l’univers (en particulier le feu et la lumière), aux jeux du stade et aux œuvres d’art, elles abondent partout dans ses Odes, ainsi évoque-t-il « la première assise de sages paroles », « les clous d'acier indestructible du danger » qui retient enchaînés ceux qui le bravent, « les bouillonnements de la jeunesse » ou encore, « le fouet des désirs inassouvis ». Inversement, le substantif concret est parfois remplacé par une locution abstraite, par exemple « l’inexpugnable mobilité des pierres qui se rejoignent », évoque poétiquement les rochers des Symplégades. Cette alliance du sensible et de l'intelligible, qui est le « principe même de l'art » selon Paul Valéry, confère ainsi à son style un chatoiement que rehaussent la rapidité et la concision, les deux constantes essentielles de son esthétique, comme il le précise lui-même : « Si l'on sait concentrer en peu de mots beaucoup de substance, on est moins exposé au blâme des hommes. »

#### Composition
On a beaucoup reproché à Pindare le décousu de sa composition ; Alfred Croiset a cependant montré que la double nature du lyrisme, à la fois discours et musique, entraînait un enchaînement d'images, de sentiments et de pensées qui concourent à exprimer l'idée centrale de chaque ode avec une souplesse toute poétique, comme les notes de musique dans un chant se complètent et se corrigent mutuellement pour créer une harmonie générale. Cette idée centrale transparaît dans les parties gnomiques ou sous le voile des mythes. La composition des odes adopte une disposition symétrique, avec deux points fixes, le début et la fin se faisant écho sur le même thème : le poème prend ainsi la forme d'un cercle fermé. À de rares exceptions près, les odes commencent et finissent sur des éloges, la place centrale étant réservée aux récits mythiques. Et c'est le début qui apparaît magnifique, riche d'épithètes et d'images brillantes, tandis que la fin, plus brève, est d'une tonalité plus simple. Pindare a lui-même souligné la nécessité de ce beau début : « Je veux élever, comme en un palais admirable, de hautes colonnes d'or pour soutenir le riche vestibule : en tout début, il faut qu'une façade brillante attire de loin les regards. » On a un exemple de cette entrée en matière vive et éclatante avec la VIe Pythique.

## Fortune littéraire
Si les Grecs l'ont très vite porté au pinacle, Hérodote parmi les premiers, Pindare n'eut guère d'imitateurs (le seul autre auteur d'épinicies connu est Bacchylide). On peut regretter, comme Werner Jaeger, que ce soit le rival de Pindare, Simonide de Céos, que les cités grecques aient choisi pour commémorer sur leurs monuments le souvenir des soldats morts durant les guerres médiques, mais il est vrai que le poète avait préféré l'ennemie d'Athènes, Égine. Cependant les Alexandrins du IIIe siècle av. J.-C. le mirent au premier rang des poètes lyriques grecs.

Chez les Romains, il fut admiré par Quintilien, par Properce, par Stace et par Horace qui le tenait pour inimitable ; ce dernier a peint, dans ses Odes, le mouvement large et imposant du style de Pindare à travers l'image du fleuve débordé aux eaux agitées, et la puissance sublime de son vaste génie prenant son essor vers les plus hautes cimes, à travers l'image du cygne : 

« Pindare ! Quiconque entreprend d'être son rival s'enlève sur des ailes de cire par le secours de Dédale et donnera son nom à la mer cristalline.
Comme descend de la montagne la course d'un fleuve que les pluies ont enflé par-dessus ses rives familières, ainsi bouillonne et se précipite, immense, Pindare à la bouche profonde, digne de recevoir le laurier d'Apollon, soit qu'à travers ses dithyrambes audacieux il roule des mots nouveaux et s'emporte en des rythmes affranchis de lois, soit qu'il chante les dieux et les rois […], soit qu'il dise ceux que la palme d'Élide ramène dans leur patrie égaux aux dieux du ciel, le pugiliste ou le cheval, et les dote d'un honneur plus précieux que cent statues. Un grand souffle soutient le vol du cygne dircéen chaque fois qu'il monte vers les hautes régions des nuages. »

— Horace, Odes, IV, 2, vers 1 à 27.
En Europe, la renommée de Pindare a d'abord varié en proportion de l'intérêt que l'on a porté aux Anciens. En France, avec l'admiration de la Pléiade pour l'Antiquité, les poètes de la Renaissance ont su apprécier le lyrique grec, au premier rang desquels Pierre de Ronsard, qui composa des Odes pindaricques ; et même si Rabelais invente le verbe moqueur « pindariser », en référence aux émules du poète lyrique, il ne critique pas personnellement le poète et demeure un véritable apôtre de l'humanisme grec. En Italie, pendant que Chiabrera et Testi s'appliquaient à imiter la manière et la verve de Pindare et d'Horace, d'autres voulurent nous faire sentir le mérite original de ces poètes en les traduisant : le premier qui osa nationaliser Pindare, fut Alessandro Adimari. Dans l’Angleterre du XVIIe siècle, Pindare offre une source d’inspiration élevée, par son goût du sublime et sa ferveur religieuse, comme en témoignent l’Ode à Sainte Cécile de John Dryden, et l’Ode pour la Nativité du Christ de John Milton. À l’inverse, le rationalisme du XVIIe siècle français, fort peu lyrique au demeurant, amorce la réaction contre Pindare : François de Malherbe lance les premières attaques contre lui en parlant de son « galimatias », malgré Boileau, seul à défendre l'ode pindarique où, selon lui, « un beau désordre est un effet de l'art » ; puis la Querelle des Anciens et des Modernes, avec Charles Perrault et Houdar de La Motte, accentue ces attaques, au point que le substantif « pindare » désigne au XVIIIe siècle un poète sibyllin, incompris de ses contemporains. Poète au style difficile et encore très mal étudié à cette époque, Pindare a ses détracteurs, dont Voltaire n'est pas des moindres : dans une lettre à son ami Chabanon, il le nomme « l'inintelligible et boursouflé Thébain » ; il est vrai qu'il le lisait dans une édition où les mots étaient souvent coupés en deux, avec « une moitié du mot à la fin d'un vers, et l'autre moitié au commencement du vers suivant. » 

Sur ce tableau de Jean-Auguste Dominique Ingres, l’Apothéose d'Homère, (1827, Musée du Louvre), Pindare figure dans le groupe de droite, aux côtés de Phidias et de Périclès.

 Il faut attendre le XIXe siècle et les progrès de l'érudition combinés avec le renouveau de la poésie lyrique, pour que Pindare soit réhabilité : au premier rang des critiques littéraires qui découvrent les lois du lyrisme choral grec, il faut citer Alfred Croiset ; en Allemagne, Pindare est lu avec attention et traduit brillamment par Friedrich Hölderlin ; le jeune Goethe de Prométhée, des poèmes de Ganymède et du Voyageur, subit son influence intériorisée, ainsi que, plus tard, le Prix Nobel de littérature Carl Spitteler. Au XXe siècle, dans le sillage de Martin Heidegger, il est traduit et commenté par le philosophe Jean Beaufret et René Char. En France, il a influencé sensiblement la poésie de Paul Claudel, qui le découvrit grâce à André Suarès. L'influence de Pindare sur la composition des Cinq Grandes Odes est manifeste, et Claudel le confirme dans une lettre en décembre 1904 : « La lecture de Pindare est devenue une de mes grandes sources et un réconfort littéraire. » Quant à Paul Valéry, il place son appel à l'action et à l'intelligence dans la ligne de Pindare quand il inscrit, en épigraphe à son Cimetière marin, la célèbre exhortation du poète thébain à « épuiser le champ du possible ».
Le poète grec a surtout été admiré, et étudié avec beaucoup d'intérêt par Saint-John Perse qui le cite dans le poème XII de Oiseaux et qui trouve en lui un modèle, entre noblesse et vigueur, pour sa propre écriture ; pendant quatre ans, à partir de 1904, Saint-John Perse s'est exercé à le traduire « pour une étude de métrique et de structure verbale » car il voyait en lui « la plus forte métrique de l'Antiquité » ; chez ce « grand poète-né », Saint-John Perse admirait « un grand sens unitaire imposant la retenue du souffle, le mouvement même, chez lui, s'attachant au seul rythme d'une modulation préassignée » à la stricte discipline musicale et chorégraphique. La fascination de Saint-John Perse pour Pindare s'est poursuivie longtemps, et sa poétique de l'éloge doit beaucoup aux clartés fulgurantes du poète grec.

## Dans les arts
En peinture, la toile d'Ingres, intitulée l'Apothéose d'Homère (1827), montre, à la gauche du célèbre poète, Pindare lui tendant la lyre et Phidias, le ciseau. Le poète thébain a également fourni le thème de la supériorité du génie au peintre Henry-Pierre Picou dans son tableau, La naissance de Pindare (1848).

## Œuvres
- Consulter la liste des éditions des œuvres de cet auteur .
- Les Épinicies
  - Pythiques (12 odes)
  - Olympiques (14 odes)
  - Isthmiques (7 odes)
  - Néméennes (11 odes)
- Fragments : Pindari carmina cum fragmentis, édi. par H. Maehler, Leipzig, coll. « Teubneriana », 1987
  - Thrènes
  - Parthénées
  - Hymnes